# Мориорски језик
Мориорски језик, изумрли језик Мориора, староседелаца Чатамских острва у Тихом океану (Rēkohu на мориорском, Wharekauri на маорском). Језик је изумро на прелазу из 19. у 20. век.

## Изумирање језика
Маори, познати као окрутни ратници и канибали, направили су 1830-их прави геноцид над мирољубивим голоруким Мориорима. Ритуално су убили око 10% популације, набијајући на колац мушкарце, жене и децу без разлике и остављајући их на плажама да данима умиру у великим боловима. Јели су мориорска трупла и терали Мориоре да мокре по својим светиштима. Забранили су им да говоре својим језиком и да се међусобно венчавају, чиме су се побринули да изумру. Само 101 Мориор преостао је на острвима 1862. године. Последњи говорник мориорског језика је био Хиравану Тапу који је преминуо у мају 1900. године.
Семјуел Дејгтон, стални судија на Чатамским острвима од 1873. до 1891, је саставио кратки речник мориорских речи уз њихове маорске и енглеске еквиваленте. Речник је године 1989. објавио новозеландски историчар Мајкл Кинг у делу Мориори, поновно откривен народ (Moriori: A People Rediscovered). Језик је делимично реконструисан у документарном филму Берија Барклија Пера мира (The Feathers of Peace) из 2000. године. Језик се од 2001. покушава оживети, састављена је база речи која је сачувана и у полинежанском интернет лексикону (POLLEX).

## Становништво
На попису становништва 2006. 945 Новозеланђана се декларисало под мориорским етничким именом, док их је по попису 1901. било само 35. Последњи чистокрвни припадник народа Томи Соломон је преминуо 1933. године.